# Diepoldo III di Vohburg
Diepoldo III di Vohburg (1075 – 8 aprile 1146) fu margravio del Nordgau e di Nabburg, Vohburg e Cham.
Fu un influente seguace di Enrico V. Nel 1119 fondò il monastero benedettino di Reichenbach e, nel 1133, l'abbazia cistercense di Waldsassen.

## Biografia
Diepoldo III era il figlio maggiore di Diepoldo II di Vohburg, margravio di Nordgau e di Giengen, e di Liutgarda di Zähringen, figlia del duca Bertoldo I. Apparteneva alla stirpe dei Rapotonidi. Dopo la morte di suo padre nella battaglia di Mellrichstadt, Liutgarda si assunse il compito l'istruzione del bambino di tre anni Diepoldo. Essa si schierò dalla parte del papa nella lotta per le investiture e si affidò ai benedettini. Diepoldo III è conosciuto principalmente per essere stato il primo suocero del futuro imperatore Federico Barbarossa. Il matrimonio della figlia di Diepoldo, Adela, erede dell'Egerland, con il giovane Staufen fu contratto ad Eger prima del 2 marzo 1147, ma divorziò a Costanza nel marzo 1153 dopo sei anni di matrimonio, senza che i due ebbero figli.
Nel 1093, raggiunta la maggiore età, prese in mano l'eredità paterna e divenne margravio del Nordgau e di Giengen. Nel 1099 Diepoldo III ereditò i ricchi possedimenti di Rapoto V di Cham, ma di questo non riuscì a succedergli alla dignità palatina. Il successore del cugino di questo, Ulrico di Passavia, fu invece il conte Berengario di Sulzbach, il quale riuscì a far ciò grazie al matrimonio con la vedova di Ulrico, Adelaide. Entrambi morirono in un'epidemia durante un Hoftag a Ratisbona nella Pasqua del 1099. L'eredità comprendeva il dominio di Vohburg e i margraviati di Cham e Nabburg. I possedimenti si estendevano in modo sparso dalla Svevia all'Austria.
Diepoldo III stava dalla parte di Enrico V nella lotta contro suo padre Enrico IV. Era nel seguito di Enrico V in numerosi viaggi e raduni, anche a Quedlinburg e nell'Italienzug del 1111 e 1116. Nel 1122 fu coinvolto nella redazione del concordato di Worms. Sostenne l'ascesa di Lotario II al trono e si schierò dalla parte degli Hohenstaufen quando scoppiò il conflitto contro i Welfen. Seguì una riconciliazione che fu suggellata, tra l'altro, con il suo secondo matrimonio e quello di suo figlio Diepoldo IV. Nel seguito di Lotario, incontrò papa Innocenzo II a Liegi nel 1131 e incontrò Bernardo di Chiaravalle. Diepoldo III, che fu co-fondatore dell'abbazia di Kastl nel 1103, fondò l'abbazia di Reichenbach nel 1119 e l'abbazia di Waldsassen nel 1133. Questa fondazione, che ebbe luogo da Volkenroda, mise in moto lo sviluppo del territorio dell'Egerland e la formazione del successivo Stiftland.

## Matrimonio e figli

### Primo matrimonio
Si sposò prima del 1118 con Adelajda di Polonia (1090/91-1127), figlia del principe Ladislao Ermanno, dal quale ebbe cinque figli:
- Diepoldo IV († circa 1130) ⚭ Matilde di Baviera († dopo il 1177), figlia del duca Enrico il Nero (Welfen);
- Adelaide, erede della Egerland ⚭ (I) prima del 2 marzo 1147 a Eger, divorziata nel marzo 1153 a Costanza, Federico I Barbarossa († 1190), dal 1147 duca di Svevia, dal 1152 re dei Romani, dal 1155 imperatore ⚭ (II) Dieto di Ravensburg († dopo il 1173), ministeriale dei Welfen;
- Eufemia († prima del 1144) ⚭ Enrico III, conte di Winzenburg-Assel († 1146);
- Sofia/Liutgarda († 1148) ⚭ NN (Volkrat?) conte di Lechsmünd;
- Jutta ⚭ Federico IV († 1148), Domvogt di Ratisbona.

### Secondo matrimonio
Il suo secondo matrimonio fu con Cunegonda di Beichlingen della stirpe dei Northeim, figlia del conte Cuno e di Cunegonda della stirpe di Weimar, vedova di Wiprecht III, conte di Groitzsch. Da questo matrimonio nacquero altri tre figli:
- Bertoldo I († dopo il 1182), dal 1154 margravio di Cham, dal 1157 margravio di Vohburg, intorno al 1160 Vogt (balivo) di Reichenbach, dal 1174 Vogt (balivo) di Seeon, Vogt (balivo) di San Paolo a Regensburg ⚭ NN (figlia del conte Adalberto di Ballenstedt?);
- Cunegonda († 22 novembre 1184) come Witwe geistlich[vedova ecclesiastica (?)] ad Admont ⚭ prima del 1146 Ottocaro III († 31 dicembre 1164), dal 1140 margravio di Stiria;
- Adelaide ⚭ Poppo IV († prima del 1181/87), conte di Laufen.

### Terzo matrimonio
Il suo terzo matrimonio fu con Sofia, sorella di un conte ungherese di nome Stefano. Essi ebbero due figli:
- Sofia († 1177) ⚭ Corrado II († dopo il 1193), conte di Peilstein;
- Diepoldo V († dopo il 1181) margravio ⚭ NN (figlia del conte Adalberto di Ballenstedt?)